# Tug of War
Albums de Paul McCartney
McCartney II
(1980) Pipes of Peace
(1983)
Singles
1. Ebony and Ivory/Rainclouds
Sortie : 29 mars 1982
2. Take It Away/I'll Give You a Ring
Sortie : 3 juillet 1982
3. Tug of War/Get It
Sortie : 6 septembre 1982

Tug of War est le quatrième album solo de Paul McCartney, paru le 26 avril 1982. Il est enregistré dans les Antilles et en Grande-Bretagne, entre février 1981 et janvier 1982, consécutivement à l'assassinat de John Lennon, qui avait plongé le musicien dans un profond désarroi. L'album contient d'ailleurs une chanson en hommage à son ami, Here Today.
Cet opus marque un changement de direction dans la carrière solo de McCartney, à plusieurs titres : il voit en effet la fin de sa collaboration avec Denny Laine au profit d'Eric Stewart. Il s'agit également de la première fois depuis 1972 que l'ancien Beatle renoue avec le producteur George Martin. Enfin, il frappe un grand coup en réunissant un véritable supergroupe (bien que McCartney soit peu favorable à ce concept), avec entre autres l'intervention de Ringo Starr, mais aussi de Carl Perkins, et surtout de Stevie Wonder. Cette dernière association donne naissance entre autres à Ebony and Ivory, qui connaît un très grand succès.
Tug of War connaît à sa sortie un succès fort, tant critique que commercial. Certains critiques, habituellement peu amènes envers les productions post-Beatles du musicien, voient dans cet album le temps fort d'une transition amorcée deux ans plus tôt avec McCartney II. Un des plus grands succès de son auteur, l'album atteint la première place des classements, en Grande-Bretagne comme aux États-Unis, et dans de nombreux autres pays. Il est par ailleurs nommé pour cinq Grammy Awards.

## Historique

### Contexte
Tug of War sort à une époque charnière pour Paul McCartney : après près de dix ans passés avec Wings, il s'apprête en effet à se séparer de son acolyte Denny Laine. Un événement tragique et imprévu bouleverse également sa vie lorsqu'au matin du 9 décembre 1980, McCartney apprend l'assassinat de son ancien partenaire John Lennon. Il espérait en effet, malgré les tensions entre eux, reformer tôt ou tard le tandem mythique de l'époque des Beatles. La nouvelle de la mort de son ami l'abat et force en lui des changements favorisés par l'approche de la quarantaine et une lassitude partagée à l'égard de Wings. Il ne réapparaît en public que plusieurs mois après le drame.

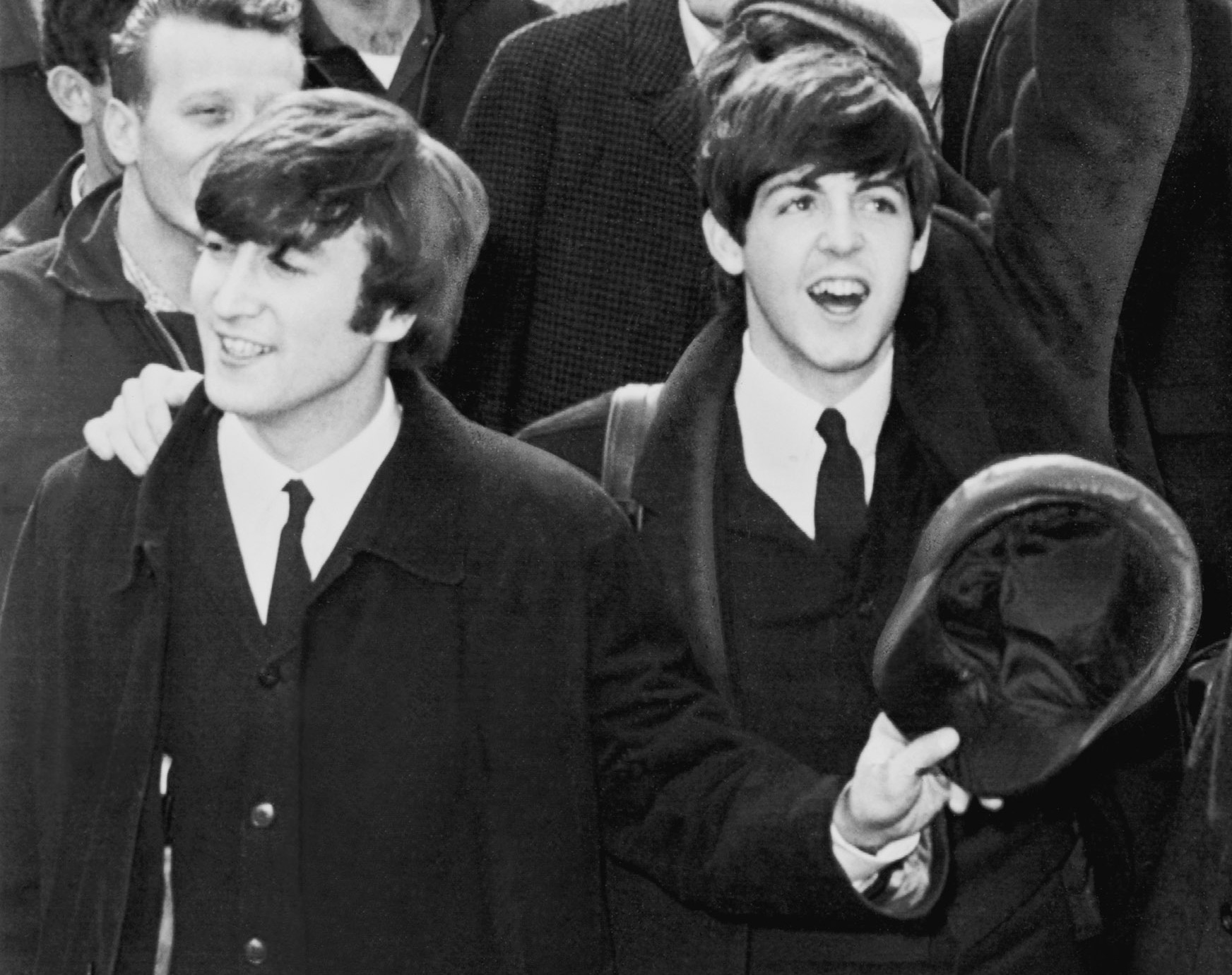
L'enregistrement de Tug of War débute alors que McCartney se remet difficilement de l'assassinat de John Lennon, son ancien partenaire d'écriture.

Il serait faux cependant de penser que Tug of War naît de ces changements. Les membres de Wings avaient en effet répété, de façon toutefois infructueuse, certaines de ses chansons en octobre 1980, lors d'une de leurs dernières sessions communes. Des compositions comme Take It Away ou Ebony and Ivory avaient été abordées, de même que certaines chansons appelées à figurer sur l'album Pipes of Peace en 1983.
Un autre point décisif dans la préparation de l'album est un véritable retour aux sources pour Paul McCartney, qui reprend contact avec l'ancien producteur des Beatles, George Martin, qui avait joué un rôle important dans les arrangements d'albums comme Sgt. Pepper's Lonely Heart's Club Band. Sa présence contribue à persuader le compositeur de se libérer du carcan de son groupe pour avoir recours à la participation de musiciens plus adaptés à ses ambitions. La dernière collaboration entre les deux hommes remonte à Live and Let Die, un des plus grands succès de McCartney, en 1972, et tous deux se retrouvent en 1980, alors que l'ancien Beatle travaille à la chanson We All Stand Together, qui doit être le thème du dessin animé Rupert Bear. Si le projet d'album produit par Martin n'est pas alors à l'ordre du jour, les choses changent finalement en février 1981.

### Enregistrement

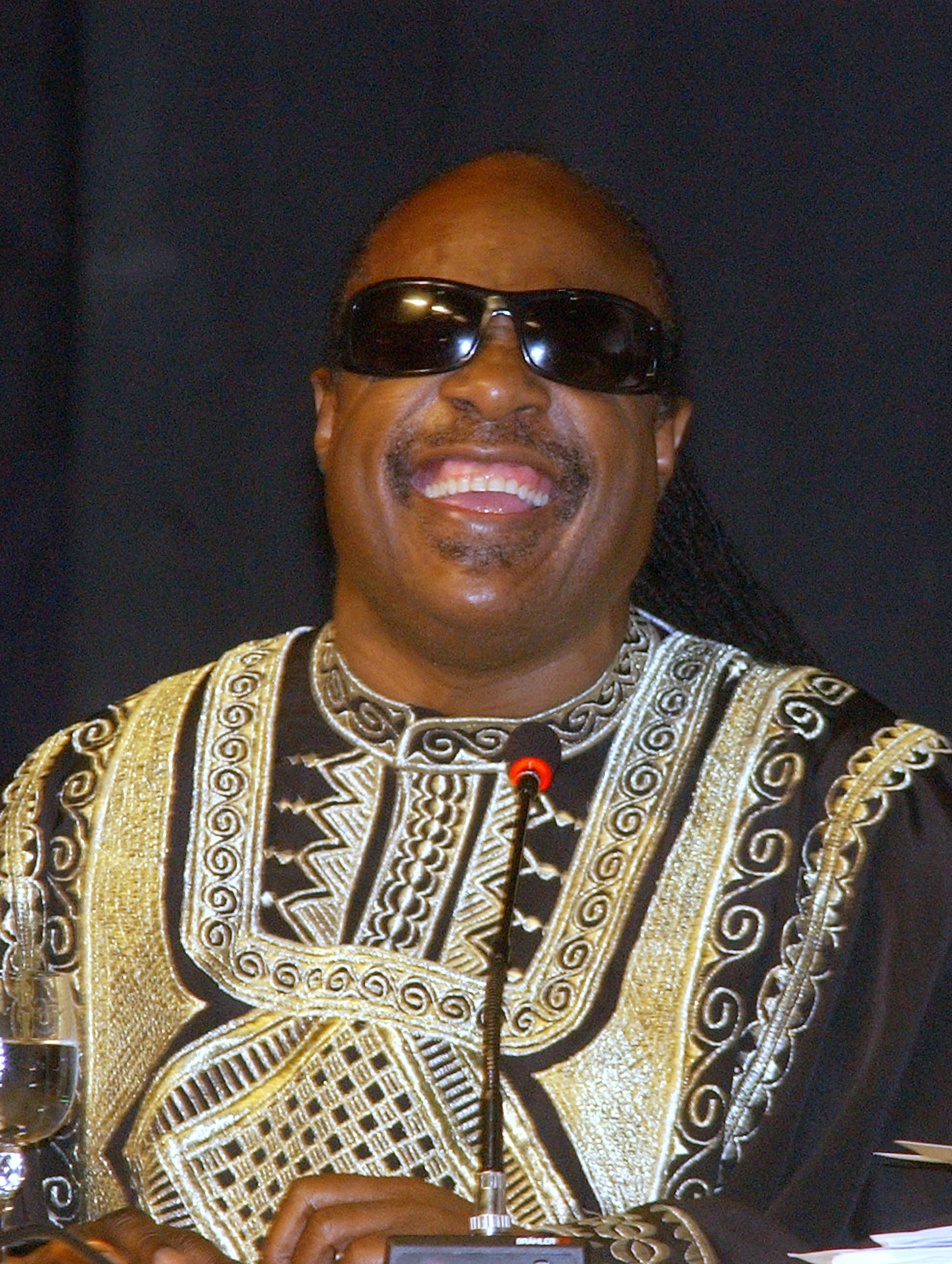
Stevie Wonder fait partie des célébrités qui se succèdent dans les studios de Monsterrat aux côtés de McCartney.

Le 1er février 1981, Paul et Linda McCartney s'envolent pour Montserrat dans les Caraïbes ; George Martin y a fait installer un studio d'enregistrement dernier cri dans ce climat particulièrement agréable, dans la série de ses studios AIR (Associated Independent Recording). McCartney, libéré des contraintes imposées par son groupe Wings, compte y mettre en pratique une nouvelle méthode de travail, en choisissant les musiciens en fonction de la chanson qu'il compte travailler. C'est ainsi que les musiciens finalement réunis sur l'album, appartenant souvent à l'élite du moment, se succèdent dans les studios. Participent, pèle-mêle, à ces sessions, les batteurs Dave Mattacks et Steve Gadd, le bassiste Stanley Clarke, l'ancien compère Ringo Starr, et une des idoles des Beatles, Carl Perkins. Stevie Wonder est également recruté pour deux chansons : le succès Ebony and Ivory, et What's That You're Doing?, à l'écriture desquelles il participe. Denny Laine enregistre également une partie des guitares de l'album, pour sa dernière prestation avec McCartney. Parmi les chansons travaillées à Montserrat, on compte les duos avec Stevie Wonder, Ebony and Ivory et What's That You're Doing?, Get It avec Carl Perkins, Take It Away, Somebody Who Cares et Dress Me Up as a Robber, qui finissent sur l'album final. D'autres seront conservées pour l'opus suivant, Pipes of Peace.
Les McCartney rentrent en Angleterre en mars 1981 et continuent leur travail dans les studios AIR d'Oxford Street à Londres, toujours aux côtés de George Martin. Fin avril, Denny Laine annonce cependant son intention de reprendre les tournées, et quitte McCartney. Celui-ci le remplace rapidement par Eric Stewart (avec qui il travaille jusqu'en 1987), qui se charge des chœurs sur la plupart des chansons de l'album. Les chansons restantes de l'album sont mises en boîte dans les mois qui suivent.
Pour McCartney, le travail se poursuit également dans son propre studio, en Écosse, où il est rejoint par Michael Jackson, alors en pleine ascension : de cette rencontre naissent bientôt des collaborations fructueuses, notamment Say Say Say, succès de 1983. En janvier 1982, McCartney sélectionne finalement douze chansons pour l'album à paraître, les autres étant conservées pour sa prochaine parution. Il se charge alors des finitions dans un lieu prestigieux et familier : les studios Abbey Road de Londres.

### Parution et réception
Plusieurs fois repoussé, Tug of War sort finalement le 26 avril 1982. Sa pochette, présentant une photographie de Paul McCartney, écouteurs sur les oreilles, est un montage entre une photographie de son épouse Linda et d'une peinture de Brian Clarke. Peu avant, le 29 mars, Ebony and Ivory avait été publié en single pour susciter l'intérêt du public, accru par la présence de Ringo Starr et George Martin sur l'album. Le single atteint la tête des hit-parades dans plusieurs pays, annonçant le succès futur de l'album.
L'album est en effet un succès commercial énorme pour McCartney. Il atteint la tête des classements aux États-Unis, au Royaume-Uni, mais aussi au Canada, aux Pays-Bas, en Allemagne de l'Ouest, en Italie, en Norvège et en Suède. Au Japon, il monte également en première place et devient la meilleure vente de disque depuis cinq années. L'album se classe également bien dans de nombreux autres pays, devenant un des plus grands succès de l'artiste. Deux autres singles en sont issus, en juillet et en septembre : Take It Away puis Tug of War. Le succès est cependant moins évident.
Le succès n'est pas seulement commercial : la critique, habituellement sévère avec les productions solo de McCartney, reconnaît l'album comme une œuvre majeure dans sa carrière, une pièce finement travaillée qui met en valeur son talent de compositeur. Stephen Holden du magazine Rolling Stone déclare à l'époque que « Tug of War est la pièce maîtresse dont tout le monde a toujours su que McCartney pourrait la produire. » Stephen Thomas Erlewine du site AllMusic parle de son côté d'un très bon album avec « un tas de grandes chansons ».
En 1985, l'album sort pour la première fois en version CD. Il est remasterisé en 1993, dans la série de rééditions The Paul McCartney Collection. Contrairement à la plupart de ces rééditions, il ne comporte pas de piste bonus.

## Analyse musicale

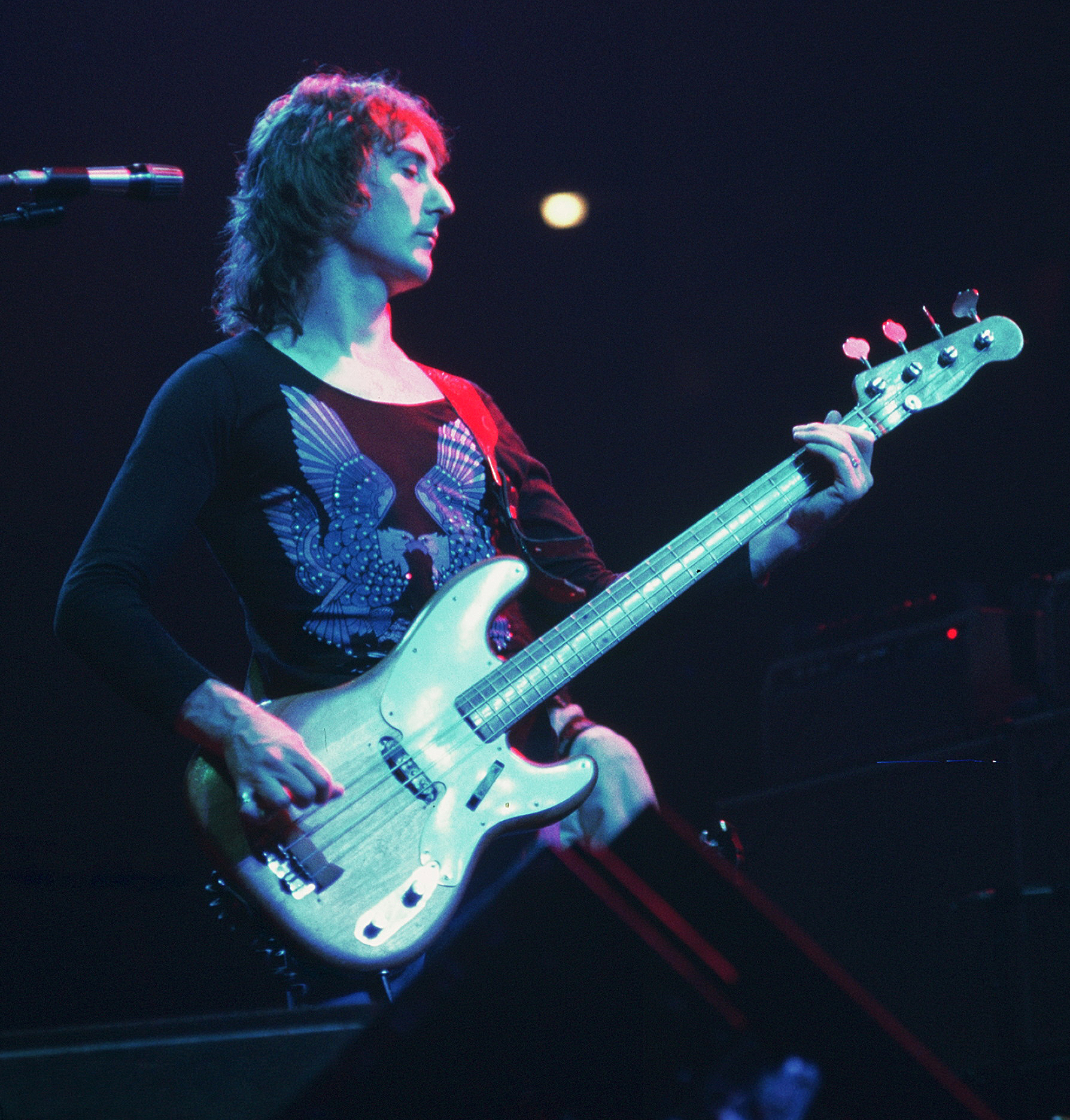
Tug of War est la dernière collaboration entre McCartney et Denny Laine.

En faisant appel à George Martin, McCartney renoue avec ce qui avait fait le succès des derniers albums des Beatles, avec des arrangements soignés de cordes et de cuivres. La ressemblance va parfois plus loin, notamment avec Here Today, l'hommage de compositeur à son ami John Lennon qui fait appel à un quatuor à cordes dans une forme proche de celle de Yesterday : McCartney se montre d'ailleurs réticent lorsque Martin propose son arrangement, craignant que la similitude soit trop criante.
Les temps forts de l'album sont évidemment les deux participations d'artistes d'envergure, Carl Perkins et Stevie Wonder. Le premier est une source d'inspiration depuis toujours : les Beatles avaient repris plusieurs de ses titres, notamment sur l'album Beatles for Sale. McCartney et lui se lancent dans une interprétation d'une composition du premier, Get It, qui se clôt sur le rire communicatif de Perkins. Deux chansons sont enregistrées avec Stevie Wonder. La première, What's That You're Doing naît d'un bœuf musclé entre les deux musiciens. La seconde est Ebony and Ivory, le plus grand succès de l'album, interrogation sur l'inanité du racisme dans laquelle les deux artistes jouent de tous les instruments. Tug of War a également cet aspect engagé, qui pousse le magazine Rolling Stone à la qualifier d’Imagine de McCartney.
D'autres chansons permettent de revenir à des collaborations plus historiques : Ringo Starr intervient ainsi sur Take It Away que son ancien complice avait un temps envisagé lui donner, tandis que Denny Laine, pilier des Wings, intervient pour la dernière fois sur Ballroom Dancing dont la configuration instrumentale rappelle Band on the Run.
L'album est ainsi considéré comme un instant charnière de la carrière de McCartney, transition entre la période des Wings et une période plus mature. Certains lui reprochent cependant, revers de la médaille, de sonner trop Beatles.

## Liste des chansons
Toutes les chansons sont composées par Paul McCartney, à l'exception de What's That You're Doing, composée avec Stevie Wonder.
| 1. | Tug of War                                    | 4:21 |
| 2. | Take It Away                                  | 4:15 |
| 3. | Somebody Who Cares                            | 3:19 |
| 4. | What's That You're Doing (Avec Stevie Wonder) | 6:20 |
| 5. | Here Today                                    | 2:27 |

| 6.  | Ballroom Dancing                     | 4:07 |
| 7.  | The Pound Is Sinking                 | 2:53 |
| 8.  | Wanderlust                           | 3:49 |
| 9.  | Get It (Avec Carl Perkins)           | 2:30 |
| 10. | Be What You See (Link)               | 0:33 |
| 11. | Dress Me Up as a Robber              | 2:41 |
| 12. | Ebony and Ivory (Avec Stevie Wonder) | 3:43 |

## Fiche technique

### Personnel
La numérotation des pistes fait référence aux versions CD et numériques de l'album.
- Paul McCartney – chant (1–12), choeurs (1–4, 6–9, 11–12), guitare acoustique (1–3, 5–12), guitare électrique (1, 4, 6, 7, 11, 12), basse (1, 2, 4, 6, 11, 12), piano (2, 6, 8, 12), batterie (1, 4, 6, 7), synthétiseur (1, 7, 9 , 12), percussion (6, 9, 12), vocoder (10, 12)
- Linda McCartney – chœurs (1–4, 6–8, 11)
- Denny Laine – guitare acoustique (7), guitare électrique (1, 6, 11), guitare synthétiseur (3), synthétiseur (11), basse (8)
- Eric Stewart – guitare électrique (1), chœurs (1–4, 6–8)
- Carl Perkins - chant, guitare électrique (9)
- Stanley Clarke – basse (3, 7)
- George Martin – piano, Fender Rhodes (2, 11)
- Stevie Wonder – chant (4, 12), synthétiseur (4, 12), piano, Fender Rhodes, batterie (12)
- Adrian Brett – flûte de pan (1)
- Andy Mackay – lyricon (4)
- Jack Brymer – clarinette (6)
- Campbell Maloney – batterie (1)
- Ringo Starr – batterie (2, 6, 8)
- Steve Gadd – batterie, percussions (2, 3)
- Adrian Sheppard – batterie, percussions (8)
- Dave Mattacks – batterie, percussions (11)

### Équipe de production
- George Martin : producteur, arrangements